# Nymphaea mexicana
Espèce
Synonymes
- Castalia flava (Leitner) Greene[2]
- Castalia mexicana (Zucc.) J.M.Coult.[3]
- Leuconymphaea mexicana Kuntze[3]
- Nymphaea flava Leitn.[3]
- Nymphaea flava Leitner[2]

Nymphaea mexicana est une espèce de plantes à fleurs de la famille des Nymphaeaceae originaire du sud des États-Unis et du Mexique jusqu'au Michoacán au sud.

## Systématique
L'espèce a été décrite en 1832 par le botaniste allemand Joseph Gerhard Zuccarini (1797-1848).